# Caso dell'orso antropofago di Sankebetsu

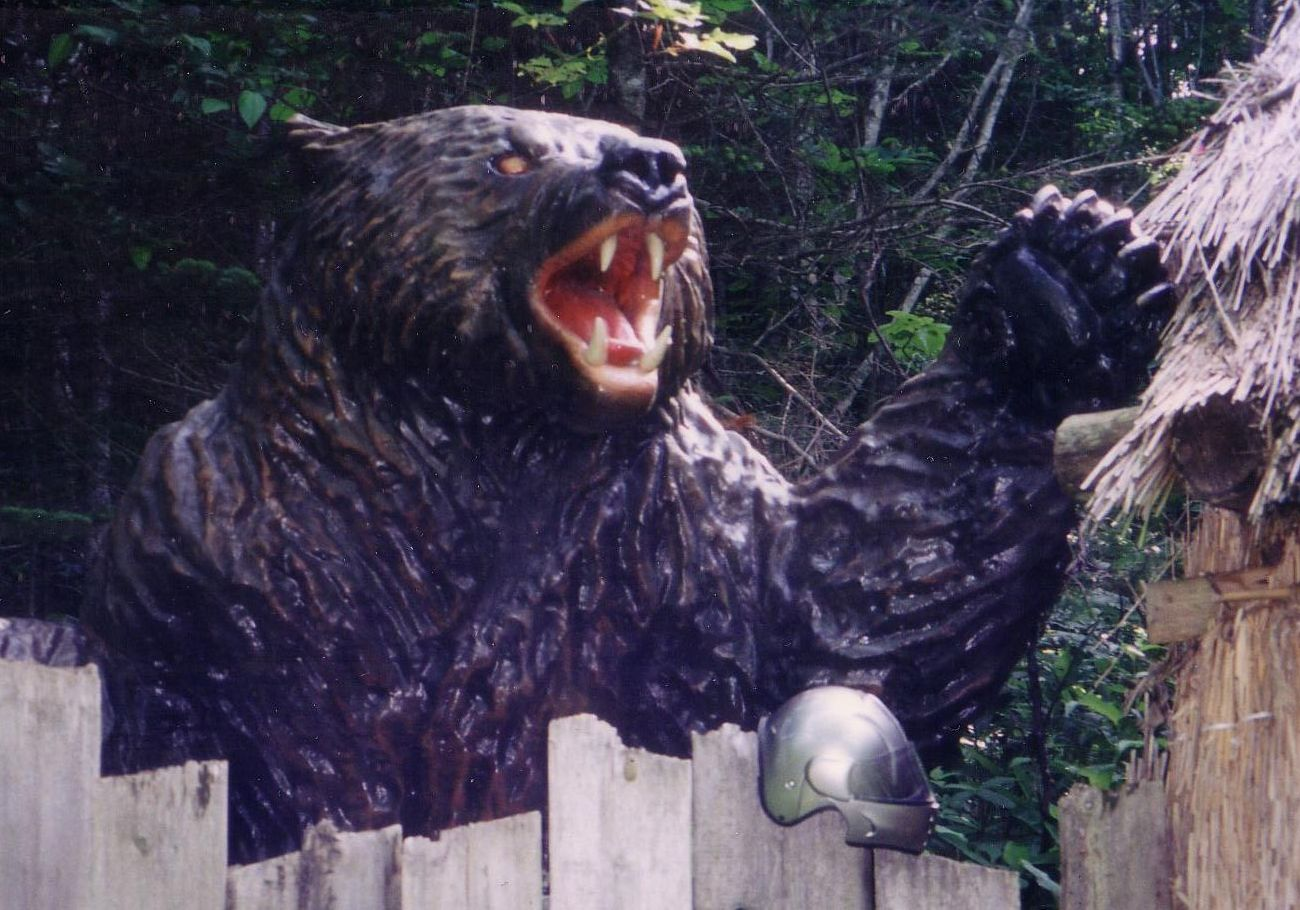
Riproduzione di Kesagake. Il casco sulla staccionata rende l'idea delle dimensioni.

Il caso dell'orso antropofago di Sankebetsu (三毛別羆事件?, Sankebetsu higuma jiken, lett. «Episodio dell'orso di Sankebetsu») fu il più grave attacco di un orso alla specie umana nella storia del Giappone.
Colpì i paesi di Rokusensawa, Sankebetsu e Tomamae (sottoprefettura di Rumoi) sull'isola di Hokkaidō tra il 9 e il 14 dicembre 1915, quando un grosso esemplare bruno dell'Amur si risvegliò in anticipo dal letargo e, per fame, attaccò più volte le abitazioni, provocando la morte di sette persone, il ferimento di altre, e danni ingenti che condussero infine all'abbandono di Rokusensawa.

## Antefatti
Il 1915 fu un inverno particolarmente freddo a Hokkaidō, l'isola più a nord dell'arcipelago giapponese. L'impero giapponese, da tempo alleato del Regno Unito, aveva dichiarato guerra alla Germania un anno e mezzo prima, e quindi era impegnato nella prima guerra mondiale dalla parte dell'Intesa, limitandosi comunque a occupare i possedimenti tedeschi nell'oceano Pacifico, ma per i villaggi di Rokusensawa, Sankebetsu, Tomamae e Rumoi il terrore, quell'anno, arrivò anche sul fronte interno, a causa di un grosso orso bruno dell'Amur risvegliatosi anticipatamente dal letargo.
Nelle montagne dell'Hokkaidō, gli orsi erano ancora numerosi. Le loro zanne erano in grado di uccidere un cavallo o una mucca e anche un uomo. Gli orsi che senza svernare si aggiravano per le montagne innevate erano ancora più aggressivi a causa della scarsa reperibilità del cibo.
Il primo avvistamento si registrò una mattina di metà novembre, quando un enorme orso apparve sulla soglia di casa della famiglia Ikeda, nel villaggio di Sankebetsu Rokusen-sawa, circa 30 chilometri verso l'interno rispetto alla costa ovest di Hokkaidō. L'orso si limitò a prendere un po' di mais e se ne andò poco dopo, senza attaccare nessuna persona. Anche se era presto per il risveglio dal letargo degli orsi, gli incontri con gli animali selvatici non erano inconsueti nella zona e la comunità non prestò inizialmente molta attenzione all'episodio.
Il 20 novembre 1915, l'orso apparve di nuovo. Il capofamiglia Ikeda si preoccupò e chiamò il suo secondogenito Kametarō e due matagi, cacciatori invernali giapponesi di cervi e orsi, uno del suo villaggio e uno di un villaggio vicino, per uccidere l'animale. Il 30 novembre, gli abitanti riuscirono a sparare all'orso, che fu ferito e scomparve, lasciando una scia di sangue che li condusse sul monte Onishika, ma non riuscirono a raggiungere la bestia ferita a causa di una tempesta di neve. Credendo che l'orso fosse ormai colpito a morte, i cacciatori desistettero e tornarono indietro.

## Cronologia degli eventi

### 9 dicembre

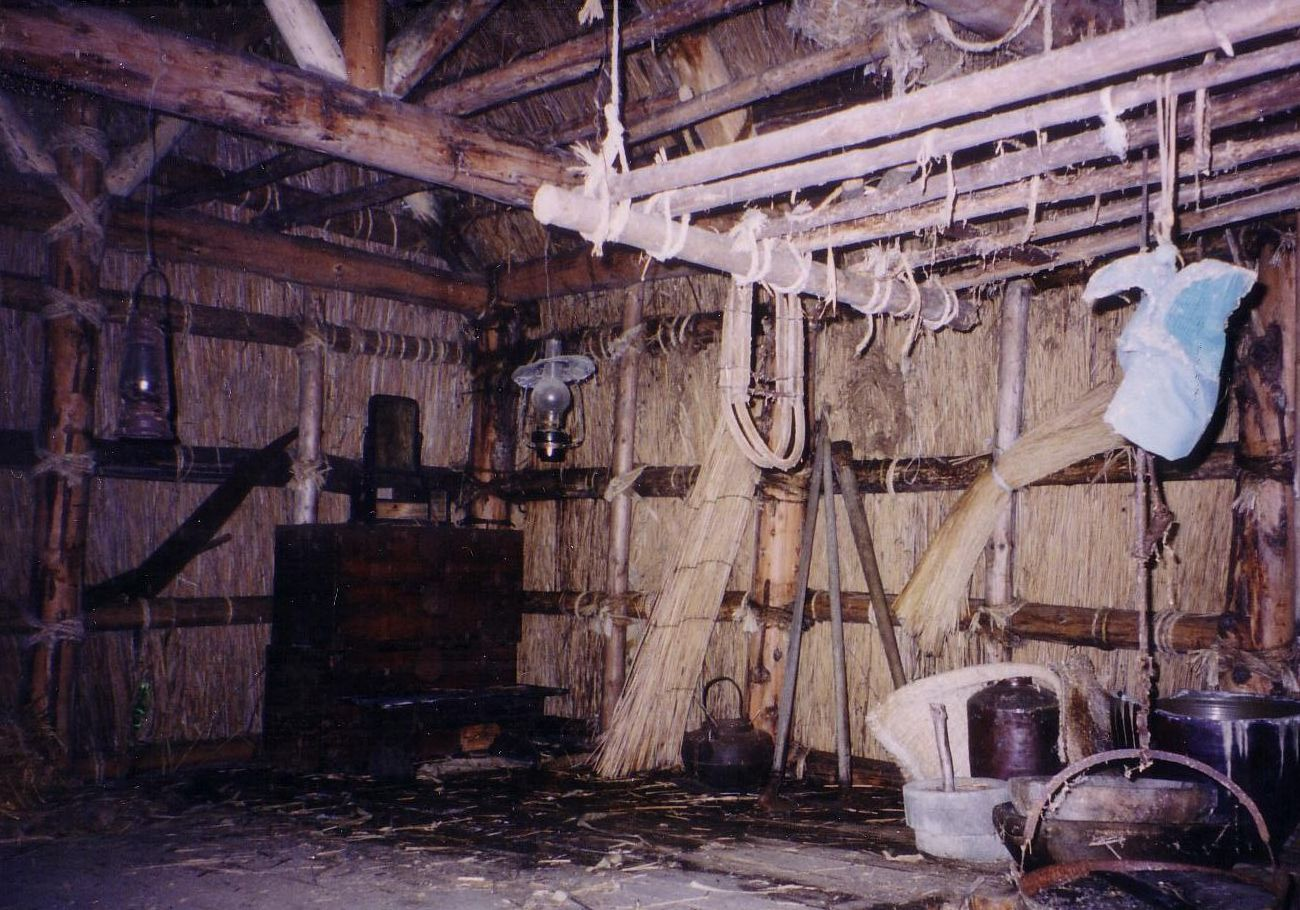
Riproduzione di casa Ōta

Il gigantesco orso bruno riapparve il 9 dicembre, alle 10:30 del mattino, alla porta della famiglia Ōta. All'interno della casa Abe Mayu, la moglie del fattore, stava accudendo un bambino di nome Hasumi Mikio. L'orso entrò con violenza nella casa e uccise immediatamente il bambino, colpendolo alla testa. Mayu reagì, lanciando all'animale legna da ardere, e cercò di scappare ma fu raggiunta, tramortita e trascinata nella foresta dall'orso. Secondo le descrizioni di chi sopraggiunse in seguito, la scena assomigliava a un macello, con il sangue raggrumato sul pavimento della fattoria. La mattina seguente fu organizzata una squadra di trenta uomini per la ricerca dell'animale, che fu trovato a soli 150 metri di distanza nella foresta. Furono esplosi cinque colpi, ma solo uno andò a bersaglio, ferendo superficialmente l'animale. Abe Mayu fu trovata squartata dall'orso, che ne aveva mangiato la gran parte, lasciando intatta solo la testa e una gamba, che stava seppellendo per farne scorta.

### 10 dicembre

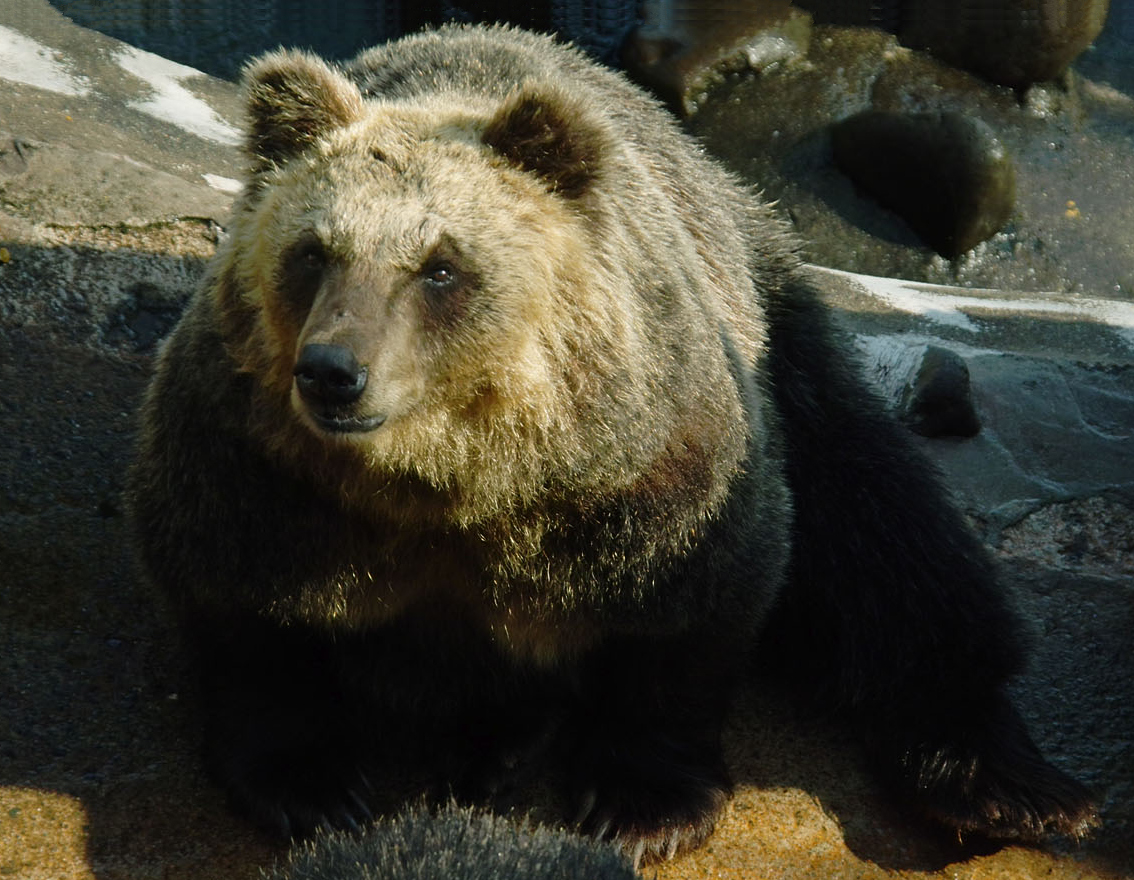
Un esemplare di orso bruno giapponese in uno zoo di Hokkaidō

Yamamoto Heikichi nel 1913 ca.

La notte del 10 dicembre, cinquanta persone fecero la guardia a casa degli Ōta: quando l'orso riapparve soltanto un uomo riuscì a sparare, senza colpire l'animale. Lo sparo fece comunque fuggire l'orso che però, quella stessa notte, si avvicinò ad un'altra casa. A casa Miyouke si trovavano donne e bambini: Yayo, la moglie di Miyouke Yasutarō, stava cucinando con il quarto figlio, Umekichi, in spalla, quando udì un rumore provenire dall'esterno. Affacciatasi alla porta, l'orso entrò in casa dalla finestra, dando accidentalmente fuoco ad alcuni stracci con le fiamme della cucina. La lampada a olio si ruppe e si spense, e la stanza cadde nell'oscurità. L'orso attaccò Yayo, caduta a terra a causa del secondo figlio, Yūjirō, che tentava di aggrapparsi alle sue gambe per salvarsi.
A guardia della casa era rimasto solo un uomo, di nome Odo, che fu immediatamente richiamato all'interno dal frastuono della lotta. Una volta entrato in cucina, l'orso rivolse all'uomo la sua attenzione, colpendolo con gli artigli. Pochi attimi dopo raggiunse Kinzō, il terzo figlio dei Miyouke, e lo sbranò. La stessa sorte toccò anche ad Haruyoshi, quarto figlio dei Saitō, e Take, moglie di Saitō Ishigorō, che all'epoca era incinta. La donna venne uccisa e mangiata parzialmente sul posto, anche se l'orso non le toccò la pancia: i testimoni nel 1961 raccontarono addirittura che il feto della donna fu estratto vivo dal cadavere della genitrice, ma che morì poco dopo. Yayo riuscì, grazie all'intervento di Oda, a scappare dalla casa e ad allertare la squadra di uomini. Sentendo ancora dei forti rumori all'interno, proposero di dar fuoco all'abitazione, ma Yayo si oppose, sperando di trovare ancora qualcuno dei suoi bambini vivo all'interno.
Gli uomini circondarono la casa, ma quando l'orso uscì, per paura di colpirsi a vicenda, gli uomini non spararono e l'animale fuggì indisturbato. All'interno della casa furono trovati Rikizō e Hisano, primo figlio e figlia dei Miyouke, feriti ma sopravvissuti. La gente del villaggio si radunò nella scuola e le persone gravemente ferite furono sistemate nella casa della famiglia Tsuji, vicino al fiume. In due giorni, sei persone avevano perso la vita, una delle quali incinta, il che fa salire il numero delle vittime a sette in meno di quarantotto ore. Dopo l'incidente, solo i veterani della guerra russo-giapponese rimasero ai loro posti.
Intanto, Saitō Ishigorō, ignaro del destino della sua famiglia, aveva presentato un rapporto alle autorità e alla polizia distrettuale prima di tornare a Tomakomai e alloggiare in un hotel.
Miyouke Yasutarō aveva udito che un uomo di nome Yamamoto Heikichi (1858-1950) era un esperto cacciatore di orsi e così andò a fargli visita. Yamamoto era certo che l'orso in questione era Kesagake (袈裟懸け? «che indossa la kesa»), un animale che in precedenza aveva già ucciso tre donne. Yamamoto sulle prime rifiutò l'offerta per la caccia, dato che aveva venduto il suo fucile per acquistare dell'alcool. Impossibilitato a ritornare a casa, Yasutarō rimase a Onishika, ora Obirachō.

### 11 dicembre
L'11 dicembre, Miyouke Yasutarō e Saitō Ishigorō tornarono a Sankebetsu. Notando che gli abitanti del villaggio si erano radunati nella scuola secondaria, i due chiesero cosa fosse successo e udirono la storia del massacro. Fu formato un gruppo di uomini per uccidere l'orso, tra cui Miyouke e Saitō. Decisero di aspettare l'orso nella residenza di Miyouke, credendo che sarebbe riapparso. La notte trascorse senza alcun attacco.

### 12 dicembre
La notizia dell'apparizione dell'orso a Sankebetsu raggiunse l'ufficio governativo di Hokkaidō e, sotto la guida della stazione di polizia della filiale di Hoboro, ora Haboro, fu organizzata una squadra di cecchini. Armi e volontari per la squadra furono radunati dalle città vicine e, dopo aver ottenuto il permesso da Teishitsu Rinya kyoku, l'agenzia forestale imperiale, ora Rin'ya chō, quella squadra di cecchini andò a Sankebetsu quella sera. L'ispettore capo Suga, il commissario della filiale, salì sul Rokusensawa con l'obiettivo di vedere la casa della famiglia Miyouke e valutare lo stato della squadra di cecchini e incontrare tutti coloro che scesero dal passo di montagna.

### 13 dicembre
Il 13 dicembre, dopo due giorni di calma senza attacchi nei villaggi limitrofi di Rokusensawa, un gruppo di sessanta uomini armati fece ritorno a casa Ōta, dove scoprì che l'animale era tornato a cibarsi delle provviste invernali. Kesagake aveva visitato altre otto case vicine, sempre alla ricerca di cibo, e aveva fatto diversi danni. Fortunatamente, il villaggio era ormai abbandonato e non si registrarono altri morti. Quella sera, uno degli uomini sparò un colpo verso un'ombra fra gli alberi, ma dell'orso non fu registrata traccia.

### 14 dicembre
La mattina seguente la squadra trovò sulle rive del fiume le impronte dell'orso e il suo sangue. Kesagake era stato ferito di nuovo. La tempesta di neve era imminente e si decise di tentare una caccia all'ultimo sangue, prima di perdere ogni traccia dell'animale. Yamamoto decise di seguire la scia da solo con due accompagnatori, in modo da muoversi rapidamente.
Heikichi era un cacciatore di orsi esperto e previde con successo il comportamento di Kesagake. Riuscì a trovarlo appoggiato a una quercia giapponese e si avvicinò a soli 20 metri, prima che l'orso si accorgesse della sua presenza. L'animale si girò di scatto e Yamamoto lo colpì prima al cuore e poi alla testa, uccidendolo. L'animale pesava 340 chilogrammi (749 libbre) ed era alto 2 metri e settanta centimetri (8,85 ft). Nel suo stomaco vennero ritrovate diverse parti delle sue vittime e vennero conservati il suo teschio e parti della sua pelliccia, oggi perdute.

## Cause degli attacchi
L'orso, naturalmente, non si ciba di carne umana e solitamente evita il contatto con gli esseri umani. A meno che non sia l'uomo a invadere il suo habitat, l'orso si tiene il più possibile alla larga da insediamenti antropizzati. Gli esperti spiegano che la ferocia di Kesagake fu causata, probabilmente, da una fame incontrollabile, causata dal prematuro risveglio dal letargo.
Hokkaidō fu oggetto di ampie deforestazioni dalla fine del periodo Edo, che ridusse drasticamente le prede naturali dell'orso. Deforestazione e crescente antropizzazione causarono un avvicinamento progressivo dell'uomo all'orso, culminato in questo tragico episodio. Inoltre, l'orso Kesagake fu ferito da un primo colpo di fucile, il che potrebbe averne acuito enormemente la ferocia e l'impossibilità di cacciare prede naturali.

## Nella cultura di massa
Rokusen-sawa, dove avvenne l'attacco, divenne rapidamente un villaggio fantasma, con gli abitanti ormai terrorizzati dagli attacchi degli orsi. In tempi recenti è stato realizzato un santuario chiamato "Sankebetsu Higuma Jiken Fukugen Genchi" (三毛別羆事件復元現地? lett. "Ricostruzione del luogo dell'incidente dell'orso bruno di Sankebetsu"). Ricoperto da alberi, comprende una casa restaurata che riproduce la vita in quei giorni, un'insegna sulla quale vengono spiegati gli avvenimenti e una statua dell'orso bruno. Il posto è vicino al ponte Uchidome, che attraversa il fiume Sankebetsu. È ubicato a circa 16 chilometri a sud della Hokkaidō Route 1049, dalla Kotanbetsu Intersection alla Route 239.
Dall'episodio venne tratto un film horror nel 1990, intitolato Rimeinzu: Utsukushiki yuusha-tachi (リメインズ 美しき勇者たち?), prodotto e diretto dall'attore e artista marziale giapponese Sonny Chiba.
Inoltre, l'aspetto dell'orso ha ispirato il personaggio di Akakabuto, uno dei protagonisti del fumetto Ginga: Nagareboshi Gin.